# Fabrizio Saccomanni

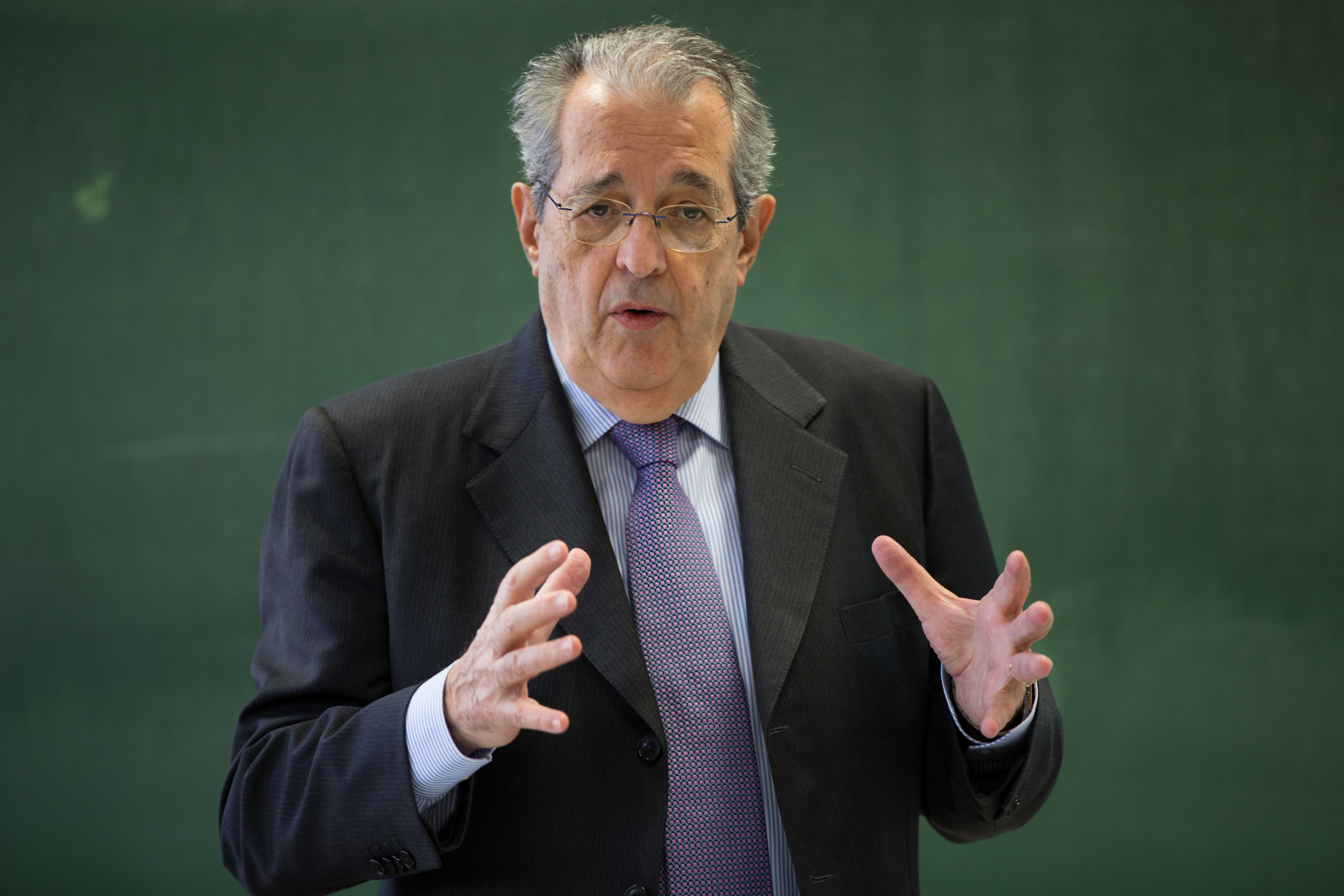
Fabrizio Saccomanni (2017)

Fabrizio Saccomanni (* 22. November 1942 in Rom; † 8. August 2019) war ein italienischer Wirtschaftswissenschaftler. Von 2006 bis 2013 war er Generaldirektor der Banca d’Italia. Von April 2013 bis Februar 2014 war er Wirtschafts- und Finanzminister im Kabinett Letta. Im April 2018 übernahm Fabrizio Saccomanni den Vorsitz des Verwaltungsrats der italienischen UniCredit SpA, deren Tochter UniCredit Bank AG – bekannt unter der Marke „Hypovereinsbank“ (HVB) – in Deutschland aktiv ist.

## Leben
Fabrizio Saccomanni studierte Wirtschaftswissenschaften an der Wirtschaftsuniversität Luigi Bocconi in Mailand und an der Princeton University in New Jersey. 1967 trat er in die italienische Notenbank ein, die er auch beim Internationalen Währungsfonds, bei der Europäischen Zentralbank, bei der Bank für Internationalen Zahlungsausgleich und bei der Europäischen Union vertrat. Von 2003 bis 2006 war er auch Vizepräsident der Europäischen Bank für Wiederaufbau und Entwicklung. Als Generaldirektor der Bank von Italien wurde er 2013 auch Präsident der Versicherungsaufsichtsbehörde IVASS. Saccomanni war Mitglied in Führungs- oder Aufsichtorganen einiger wissenschaftlicher Organisationen und Gesellschaften.
Am 28. April 2013 wurde der parteilose Fabrizio Saccomanni zum Wirtschafts- und Finanzminister Italiens ernannt. Bei seiner Berufung wurde hervorgehoben, dass er zu den parteiunabhängigen „Technokraten“ zählte, nachdem das Kabinett Letta ein Vorgängerkabinett ablöste, das nur aus parteilosen Ministern bestanden hatte.
2018 übernahm Fabrizio Saccomanni von Giuseppe Vita den Vorsitz des Verwaltungsrats der italienischen Großbank UniCredit. Im Sommer 2019 verstarb er während seines Urlaubs in Sardinien.